# Palacsinta de Hortobágy

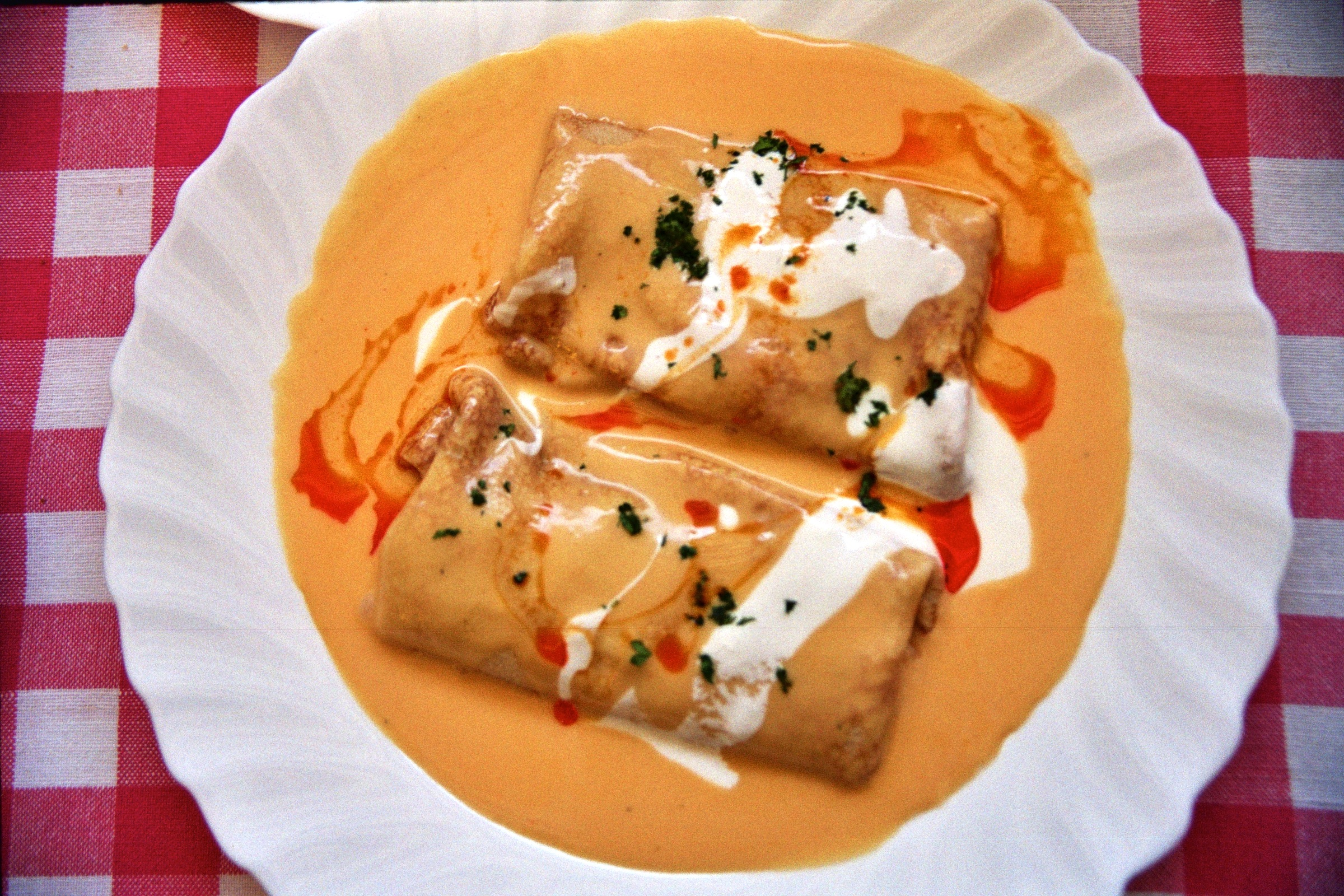
Crêpes de Hortobágy.

Les crêpes de Hortobágy (en hongrois : Hortobágyi palacsinta) font partie de la cuisine traditionnelle hongroise. Elles sont fourrées de viande (de veau en général, de poulet ou de saucisse hongroise (en)) préparée en ragoût, la viande hachée est frite avec des oignons et des épices comme le pörkölt.

## Préparation
Les crêpes sont garnies de viande hachée, refermées, puis cuites au four avec une sauce au paprika et du tejföl (crème aigre) et sont ensuite parsemées de persil frais.

## Origine
Le plat n'est pas originaire de la région de Hortobágy, mais a été inventé pour l'Exposition universelle de Bruxelles de 1958. Cependant, dans les années 1930, certains livres de recettes hongrois décrivent déjà une recette similaire.